# Вильдень
Вильде́нь (фр. Villedaigne) — коммуна во Франции, находится в регионе Лангедок — Руссильон. Департамент коммуны — Од. Входит в состав кантона Западная Нарбонна. Округ коммуны — Нарбонна.
Код INSEE коммуны — 11421.

## Население
Население коммуны на 2008 год составляло 466 человек.
| 1962 | 1968 | 1975 | 1982 | 1990 | 1999 | 2008 |
| ---- | ---- | ---- | ---- | ---- | ---- | ---- |
| 371  | 407  | 410  | 423  | 467  | 463  | 466  |

## Экономика
В 2007 году среди 270 человек в трудоспособном возрасте (15—64 лет) 187 были экономически активными, 83 — неактивными (показатель активности — 69,3 %, в 1999 году было 59,3 %). Из 187 активных работали 150 человек (80 мужчин и 70 женщин), безработных было 37 (15 мужчин и 22 женщины). Среди 83 неактивных 24 человека были учениками или студентами, 38 — пенсионерами, 21 были неактивными по другим причинам.